# Mezinárodní letiště Dubaj
Mezinárodní letiště Dubaj (IATA: DXB, ICAO: OMDB, arabsky ر دبي الدولي‎) je k roku 2018 třetím nejrušnějším na světě a současně komplexem s největší celkovou plochou na světě (1 713 000 m²). Je větším ze dvou dubajských letišť (druhé je letiště Al-Maktúma), nachází se asi 4 km od centra města v části Al Garhoud. Letiště je důležitým uzlem pro Blízký východ a domovskou základnu zde mají aerolinky Emirates, FedEx Express a flydubai. Bylo otevřeno v roce 1960.
Za celý rok 2018 přes letiště prošlo 89 149 387 cestujících, což byl nárůst 1 % oproti roku předchozímu. Bylo zde přepraveno 2,61 milionů tun leteckého nákladu. Provoz na tomto letišti každoročně roste, ačkoliv v roce 2018 pomalu čísla začala stagnovat, cílem správce Dubai Airports je jím učinit globální centrum pro leteckou dopravu.

## Lety do Česka
Z České republiky se pravidelně létá na mezinárodní letiště Dubaj z pražského letiště Václava Havla. Mezi rokem 2016 až 2018 se sem jednou denně sezónně létalo také z ostravského letiště Leoše Janáčka, linku provozoval dopravce SmartWings.
| Letiště | Letecká společnost | Frekvence týdně         | Typ       | Letadlo                     | Terminál |
| ------- | ------------------ | ----------------------- | --------- | --------------------------- | -------- |
| Praha   | Emirates           | 14                      | Celoroční | Airbus A380, Boeing 777-300 | 3        |
| Praha   | flydubai           | 7                       | Celoroční | Boeing 737-800              | 2        |
| Praha   | SmartWings         | 5 (sezónní – přes zimu) | Sezónní   | Boeing 737-800              | 1        |

## Terminály a služby
Mezinárodní letiště Dubaj má tři terminály. Terminál 3 slouží pouze pro Emirates, terminál 2 pro nízkonákladové dopravce (především flydubai) a terminál 1 pro ostatní letecké společnosti (například British Airways, Lufthansa či SmartWings).

## Dostupnost
- Metro – Dubajské letiště je napojeno na červenou linku dubajského metra, to staví u terminálů 1 a 3.
- Taxi – doprava taxíkem je považována za nejlevnější a pohodlnější přístup k městu, staví před všemi terminály[3]